# Littlestown
Littlestown es un borough ubicado en el condado de Adams en el estado estadounidense de Pensilvania. En el año 2000 tenía una población de 3947 habitantes y una densidad poblacional de 971.8 personas por km².

## Geografía
Littlestown se encuentra ubicado en las coordenadas 39°44′37″N 77°05′21″O / 39.74361, -77.08917.

## Demografía
Según la Oficina del Censo en 2000 los ingresos medios por hogar en la localidad eran de $36 678 y los ingresos medios por familia eran $42 261. Los hombres tenían unos ingresos medios de $31 055 frente a los $23 658 para las mujeres. La renta per cápita para la localidad era de $17 310. Alrededor del 10% de la población estaba por debajo del umbral de pobreza.